# Molnár Tóni
Molnár Tóni (szül. Molnár Antal, Budapest, 1992. április 2. –) író.

## Életpályája
Általános iskolai tanulmányait az ÁMK Somosi Általános Iskolában (ma Krepuska Géza Általános Iskola) kezdte, majd középfokú tanulmányait a salgótarjáni Bolyai János Gimnáziumban folytatta. 2010-ben érettségizett. Érettségi után a Pázmány Péter Katolikus Egyetem magyar–történelemtanár szakos hallgatója volt 2015-ig, de a képzést nem fejezte be. 2016 szeptemberében felvételt nyert az Eötvös Loránd Tudományegyetem matematika szakára. Később átjelentkezett az Eszterházy Károly Egyetemre, ahol 2020-ban diplomázott. Szakdolgozatát a speciális relativitáselmélet geometriai modellezéséről írta. Jelenleg a salgótarjáni Dornyay Béla Múzeumban dolgozik irodalomtörténész - muzeológus beosztásban. Első könyve, a Tépődések 2017 márciusában jelent meg az Ad Librum kiadónál. 2019-ben egy novellája is napvilágot látott "Emberség" címmel a Palócföld hasábjain.

### A Tépődések
"A Tépődések egy fiú és egy lány története, akik válaszokat keresnek olyan kérdésekre, melyekre talán nem is léteznek helyes válaszok, mégsem lehet megkerülni őket. Kérdésekre, melyeket minden embernek meg kell válaszolnia valahogyan. Az emberi élet legalapvetőbb kérdéseire magáról az életről. Arról, hogy miért lettünk, és hogy mi lesz, ha majd nem leszünk. Eközben a fiúnak és a lánynak saját életük személyes kérdéseiről is számot kell adniuk, melyekre semmivel sem könnyebbek a válaszok. Kérdésekre szerelemről, felelősségvállalásról és halandóságról."
A Tépődések négy dramatizált szöveget tartalmaz, melyeknek főszereplői  mindig egy fiú és egy lány. Az első, a Kiskamaszok nyáron játszódik egy falusi buszmegállóban, és központi témája az ismerkedés. A második szöveg a Hazafelé címet viseli, ősszel játszódik egy parkban,  központi témája pedig a fiú súlyos betegsége. A harmadik, az Elszakítva télen játszódik egy vasúti megállóhelyen,  a középpontban pedig a két fiatal között fennálló fizikai távolság áll. Az utolsó dialógus a Válaszadás címet viseli, tavasszal játszódik egy parkolóhelyen,  és az utódnemzés gondolata körül forog. Mind a négy dialógusban nagy szerepet kap az utazás motívuma is.